# Вернер Клінкзік
Вернер Клінкзік (нім. Werner Klinksiek; 23 серпня 1919, Обергаузен — 27 травня 1941, Атлантичний океан) — німецький військовик, машиненмат крігсмаріне.

## Біографія
З 21 травня 1938 по 31 липня 1940 року служив на лінкорі «Гнайзенау», з 30 листопада 1940 року — на лінкорі «Бісмарк», на якому проходив підготовку механіка стартової катапульти. Загинув під час потоплення корабля.

## Нагороди
- Залізний хрест 2-го класу (15 серпня 1940)
- Нагрудний знак флоту (1 квітня 1942, посмертно)